# Pfarrkirche Neudorf bei Parndorf

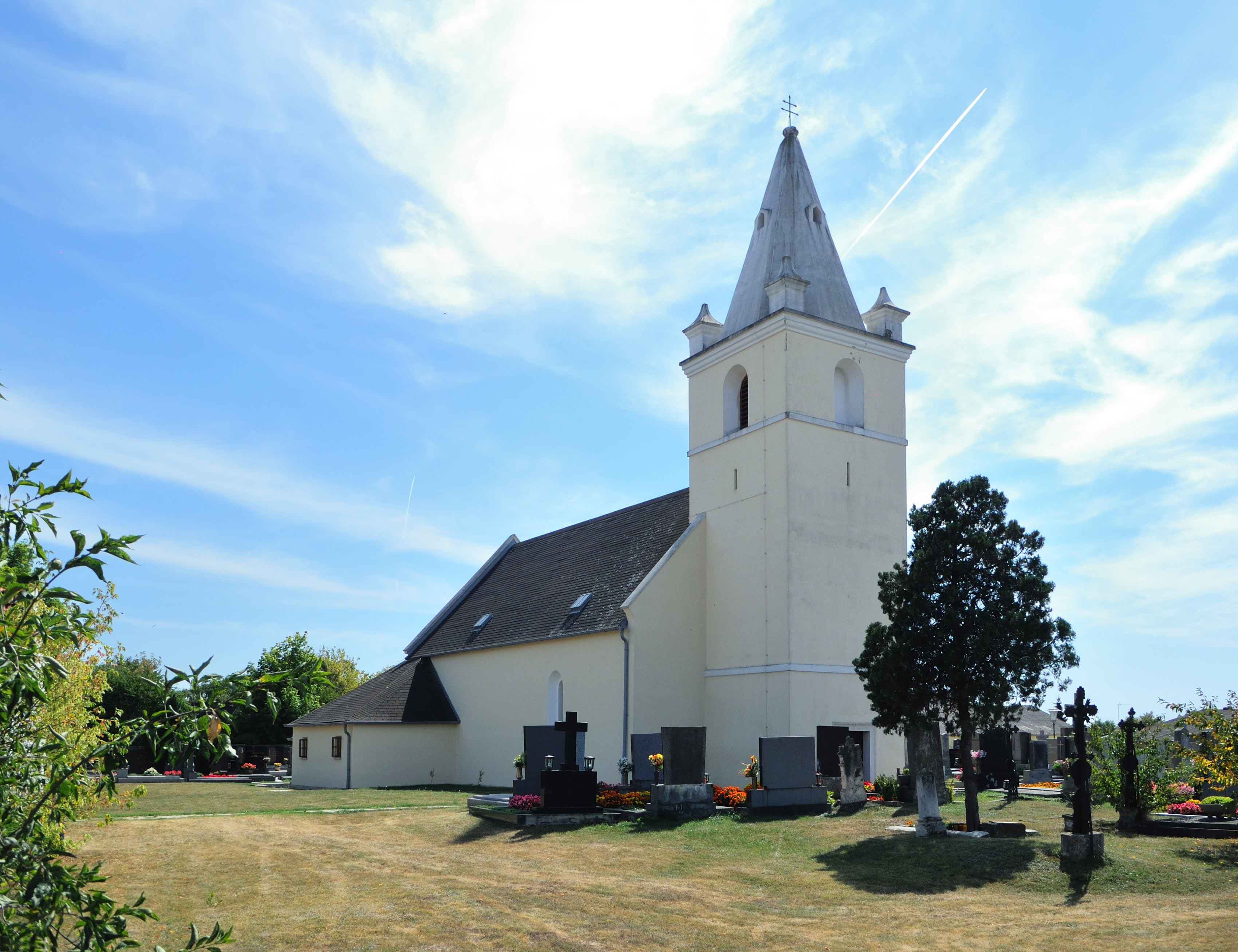
Kath. Pfarrkirche hl. Leonhard in Neudorf bei Parndorf

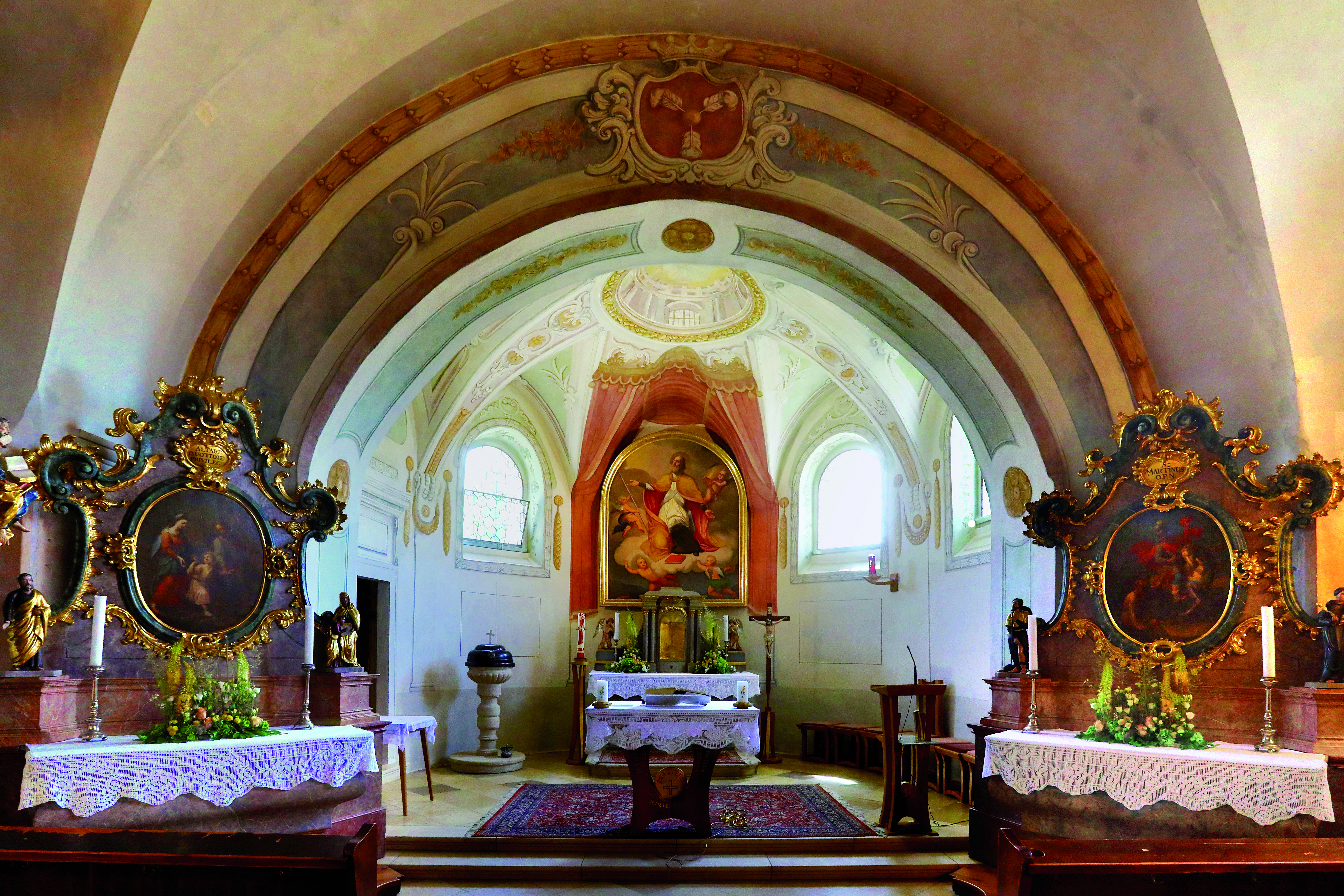
Innenansicht

Die römisch-katholische Pfarrkirche Neudorf bei Parndorf steht am östlichen Ortsrand im alten Friedhof in der Gemeinde Neudorf bei Parndorf im Bezirk Neusiedl am See im Burgenland. Sie ist dem heiligen Leonhard von Limoges geweiht und gehört zum Dekanat Neusiedl am See in der Diözese Eisenstadt. Das Bauwerk steht unter Denkmalschutz (Listeneintrag).

## Geschichte
Die Pfarre wurde wahrscheinlich um 1000 gegründet und 1629 neu errichtet. Die Kirche ist im Kern eine romanische Kleinkirche, die unter Verwendung alten Mauerwerks 1592 erneuert wurde. 1629 und 1667 wurde sie barockisiert. Renovierungen erfolgten 1767 bis 1769 und in den Jahren 1959 bis 1960. Außen wurde sie 1974 renoviert.

## Kirchenbau
Kirchenäußeres
Die Kirche hat einen mächtigen quadratischen Westturm mit steinernem Pyramidenhelm mit Eckaufsätzen. Am vermauerten Westportal steht die Jahreszahl „1629“. Dem Südportal ist ein Windfang mit Giebel vorgebaut. An der Nordseite ist ein Sakristeianbau. Die niedrige, eingezogene Apsis mit Strebepfeilern aus dem 17. Jahrhundert ist im Halbrund geschlossen.
Kircheninneres
Das Kirchenschiff ist dreijochig und kreuzgratgewölbt. Das Gewölbe stammt aus dem 17. Jahrhundert. Die Empore lagert auf einem mächtigen Mittelpfeiler, die Holzbrüstung ist in der Mitte vorgezogen. Ein klobiger, rundbogiger Triumphbogen mit abgefasten Kanten stammt eventuell vom romanischen Bauwerk. Über der Apsis sind fünf tiefgezogene Kappen.

## Ausstattung
Der Hochaltar besteht aus einer Mensa mit klassizistischem Tabernakel aus dem 19. Jahrhundert. An der Apsiswand ist ein Kruzifix aus dem 18. Jahrhundert.
Die Seitenaltäre an der Triumphbogenwand stammen vom Bildhauer Martin Vögerl. Die gleichgestalteten Altäre wurden um 1765 geschaffen und bestehen aus einem Rokokorahmen und Ovlabildern. Auf der linken Seite ist die Heilige Familie, auf der rechten Seite der heilige Martin Dargestellt. Beide Bilder stammen wahrscheinlich vom Maler Stephan Dorfmeister. Die Seitenfiguren am linken Seitenaltar stellen den heiligen Antonius und die heilige Anna, die am rechten Seitenaltar den heiligen Rochus sowie einen Apostel dar.
Die Kanzel stammt aus der Zeit um 1770. Auf dem Kanzelkorb mit Rokokoornamentik sind Sitzfiguren der vier Evangelisten dargestellt. Auf dem neueren Schalldeckel steht eine Figur des Erzengels Michael. Der Taufstein stammt aus dem 17. Jahrhundert. Dahinter ist eine Figur des heiligen Johannes Nepomuk aus dem 18. Jahrhundert. Die Figur wurde später erneuert. An der Nordwand des Kirchenschiffes hängt ein Ölbild des heiligen Leonhard von Johann Christian Brand aus dem 18. Jahrhundert, das früher als Hochaltarbild Verwendung fand. Im Turmraum sind zwei große Rokoko-Konsolen.
Die Orgel aus 1948 mit 9 Registern wurde von Josef Huber in Eisenstadt gebaut.